# UNI Global Union
UNI Global Union è una federazione internazionale che unisce i sindacati del settore dei servizi. In particolare raggruppa i settori bancario, assicurativo, media, spettacolo. Aderiscono ad essa più di 900 sindacati in 140 paesi del mondo che rappresentano circa 20 milioni d'iscritti.
UNI Global Union è il risultato della fusione avvenuta il 1º gennaio 2000 di altre quattro organizzazioni sindacali internazionali: FIET, MEI, IGF e CI (ex PTTI) che confluirono in UNI - Union Network International. È membro di Confederazione sindacale internazionale

## Affiliati italiani
- Federazione autonoma bancari italiani (FABI)
- FELSA (Federazione lavoratori somministrati autonomi e atipici - CISL)
- FIRST (Federazione italiana reti dei servizi del terziario - CISL)
- FILCAMS (Federazione italiana lavoratori commercio turismo servizi - CGIL)
- FISAC (Federazione italiana sindacale lavoratori assicurazioni e credito - CGIL)
- Fisascat (Federazione italiana sindacale addetti ai servizi commerciali, affini e del turismo - CISL)
- FISTEL (Federazione informazione spettacolo - CISL)
- FNA (Federazione nazionale assicuratori)
- NIdiL (Nuove Identità di Lavoro - CGIL)
- SINFUB (Federazione nazionale sindacati autonomi personale di credito, finanza e assicurazioni)
- SLC (Lavoratori comunicazione - CGIL)
- SLP (Sindacato lavoratori poste - CISL)
- SNFIA (Sindacato delle professionalità assicurative)
- UILCA (Unione italiana del lavoro credito esattorie e assicurazioni - UIL)
- UIL poste (Unione italiana lavoratori postelegrafonici - UIL)
- UILTuCS (Unione italiana lavoratori turismo commercio e servizi - UIL)
- Unità sindacale Falcri Silcea